# پارا وزنه‌برداری در پارالمپیک تابستانی ۲۰۲۴
پارا وزنه‌برداری یا پاورلیفتینگ یکی از رشته‌های برگزار شده در پارالمپیک تابستانی ۲۰۲۴ بود که از ۴ تا ۸ سپتامبر ۲۰۲۴ (۱۴-۱۸ شهریور  ۱۴۰۳) در پورت دو لا شپل آرنا در شهر پاریس برگزار شد. روی هم رفته ۲۰ رویداد برگزار شد که شامل ده رویداد ویژه برای مردان و ده رویداد ویژه برای زنان بود.

## انتخابی
لیست رده‌بندی از ۱ مارس ۲۰۲۲ آغاز و تا ۲۶ ژوئن ۲۰۲۴ انجام شد.

## کشورهای راه‌یافته
- الجزایر (۳)
- آرژانتین (۱)
- ارمنستان (۱)
- استرالیا (۲)
- جمهوری آذربایجان (۱)
- برزیل (۱۱)
- کامرون (۱)
- شیلی (۴)
- چین (۱۶)
- چین تایپه (۱)
- کلمبیا (۵)
- کوبا (۱)
- قبرس (۱)
- جمهوری دومینیکن (۱)
- اکوادور (۱)
- مصر (۱۳)
- السالوادور (۱)
- فرانسه (۴)
- گرجستان (۱)
- غنا (۱)
- بریتانیای کبیر (۷)
- یونان (۲)
- مجارستان (۱)
- هند (۴)
- اندونزی (۳)
- ایران (۶)
- عراق (۳)
- ایرلند (۱)
- ایتالیا (۳)
- ساحل عاج (۱)
- ژاپن (۱)
- اردن (۷)
- قزاقستان (۵)
- کنیا (۱)
- قرقیزستان (۱)
- لیبی (۱)
- مالزی (۳)
- مکزیک (۳)
- مولداوی (۱)
- مغولستان (۱)
- مراکش (۲)
- نیجریه (۸)
- پاناما (۱)
- پرو (۱)
- لهستان (۴)
- تیم پناهندگان المپیک (۱)
- عربستان سعودی (۱)
- صربستان (۱)
- کره جنوبی (۴)
- اسپانیا (۱)
- تایلند (۲)
- ترکیه (۵)
- ترکمنستان (۱)
- اوگاندا (۱)
- اوکراین (۴)
- امارات متحده عربی (۱)
- ایالات متحده آمریکا (۲)
- ازبکستان (۸)
- ونزوئلا (۱)
- ویتنام (۴)

## جدول تقسیم مدال
*   فرانسه
| رتبه           | NPC            | طلا | نقره | برنز | مجموع |
| -------------- | -------------- | --- | ---- | ---- | ----- |
| ۱              | چین            | ۶   | ۸    | ۱    | ۱۵    |
| ۲              | ایران          | ۳   | ۰    | ۱    | ۴     |
| ۳              | مصر            | ۲   | ۲    | ۲    | ۶     |
| ۴              | نیجریه         | ۲   | ۲    | ۰    | ۴     |
| ۵              | برزیل          | ۲   | ۰    | ۲    | ۴     |
| ۶              | اردن           | ۲   | ۰    | ۰    | ۲     |
| ۷              | قزاقستان       | ۱   | ۰    | ۰    | ۱     |
| ۷              | مالزی          | ۱   | ۰    | ۰    | ۱     |
| ۷              | ونزوئلا        | ۱   | ۰    | ۰    | ۱     |
| ۱۰             | ترکیه          | ۰   | ۲    | ۲    | ۴     |
| ۱۱             | بریتانیای کبیر | ۰   | ۲    | ۱    | ۳     |
| ۱۲             | اوکراین        | ۰   | ۱    | ۱    | ۲     |
| ۱۳             | ازبکستان       | ۰   | ۱    | ۰    | ۱     |
| ۱۳             | مغولستان       | ۰   | ۱    | ۰    | ۱     |
| ۱۳             | کوبا           | ۰   | ۱    | ۰    | ۱     |
| ۱۶             | مکزیک          | ۰   | ۰    | ۲    | ۲     |
| ۱۷             | الجزایر        | ۰   | ۰    | ۱    | ۱     |
| ۱۷             | ایتالیا        | ۰   | ۰    | ۱    | ۱     |
| ۱۷             | تایلند         | ۰   | ۰    | ۱    | ۱     |
| ۱۷             | شیلی           | ۰   | ۰    | ۱    | ۱     |
| ۱۷             | عراق           | ۰   | ۰    | ۱    | ۱     |
| ۱۷             | ویتنام         | ۰   | ۰    | ۱    | ۱     |
| ۱۷             | کلمبیا         | ۰   | ۰    | ۱    | ۱     |
| ۱۷             | گرجستان        | ۰   | ۰    | ۱    | ۱     |
| مجموع (۲۴ NPC) | مجموع (۲۴ NPC) | ۲۰  | ۲۰   | ۲۰   | ۶۰    |

## مدال‌آوران

### مردان
| رویداد  | طلا                       | نقره                              | برنز                        |
| ------- | ------------------------- | --------------------------------- | --------------------------- |
| ۴۹ ک‌گ   | عمر قرادا · اردن          | عبداله کایاپینار · ترکیه          | له وان کونگ · ویتنام        |
| ۵۴ ک‌گ   | داوید دگتیارف · قزاقستان  | پابلو رامیرز · کوبا               | یانگ جینگلانگ · چین         |
| ۵۹ ک‌گ   | محمد المنیاوی · مصر       | کی یونگکای · چین                  | محسن بختیار · ایران         |
| ۶۵ ک‌گ   | زو یی · چین               | مارک سوان · بریتانیای کبیر        | حسینه بتیر · الجزایر        |
| ۷۲ ک‌گ   | بونی بنیاو گوستین · مالزی | هو پنگ · چین                      | دوناتو تلسکا · ایتالیا      |
| ۸۰ ک‌گ   | روح‌الله رستمی · ایران     | گو ژیائوفی · چین                  | رسول محسن · عراق            |
| ۸۸ ک‌گ   | یان پانپان · چین          | محمد اللفات · مصر                 | یوری بابینتس · اوکراین      |
| ۹۷ ک‌گ   | عبدالکریم خطاب · اردن     | یه جیژیونگ · چین                  | فابیو تورس · کلمبیا         |
| ۱۰۷ ک‌گ  | علی‌اکبر غریب‌شاهی · ایران  | انخبایارین سودنومپیلیژ · مغولستان | خوزه د ژسوس کاستیلو · مکزیک |
| +۱۰۷ ک‌گ | احمد امین‌زاده · ایران     | آنتون کریکوف · اوکراین            | آکاکی جینتچارادزه · گرجستان |

### زنان
| رویداد | طلا                             | نقره                        | برنز                           |
| ------ | ------------------------------- | --------------------------- | ------------------------------ |
| ۴۱ ک‌گ  | کوی ژه · چین                    | استر نوورگو · نیجریه        | ارا آپارسیدا د لیما · برزیل    |
| ۴۵ ک‌گ  | گیو لینگلینگ · چین              | زوء نیوسون · بریتانیای کبیر | نظمیه موسلو موراتلی · ترکیه    |
| ۵۰ ک‌گ  | کلارا فیونتس · ونزوئلا          | ژیائو جینپینگ · چین         | اولیویا برومه · بریتانیای کبیر |
| ۵۵ ک‌گ  | رهاب احمد · مصر                 | بسرا دومان · ترکیه          | کامولپان کراراتپت · تایلند     |
| ۶۱ ک‌گ  | اونینیچی مارک · نیجریه          | کوی جیانجین · چین           | آمالیا پرز · مکزیک             |
| ۶۷ ک‌گ  | تان یوجیائو · چین               | فاطما الیان · مصر           | ماریا د فاطیما کاسترو · برزیل  |
| ۷۳ ک‌گ  | ماریانا د اندریا · برزیل        | رزا کوزیوا · ازبکستان       | سیبل چام · ترکیه               |
| ۷۹ ک‌گ  | هان میائویو · چین               | بوسه اومولایو · نیجریه      | صفا حسن · مصر                  |
| ۸۶ ک‌گ  | تایانا مدیروس · برزیل           | ژنگ فیفی · چین              | ماریون سرانو · شیلی            |
| +۸۶ ک‌گ | فولاشاده اولیواففمیایو · نیجریه | دنگ ژئمی · چین              | نادیا علی · مصر                |